# Дом связи (Воронеж)
Дом связи — административное здание в Воронеже, расположенное по адресу: проспект Революции, 35.
Дом связи представляет собой пятиэтажное строение, которое выходит своим фасадом на проспект.
Несмотря на массивный четырёхэтажный пилонный портик, в облике угадываются такие черты конструктивизма, как строгость и монолитность внешнего облика, большие оконные проёмы, сдержанность в выборе деталей фасада, покрытого цементной штукатуркой с мраморной крошкой под серый гранит.

## История

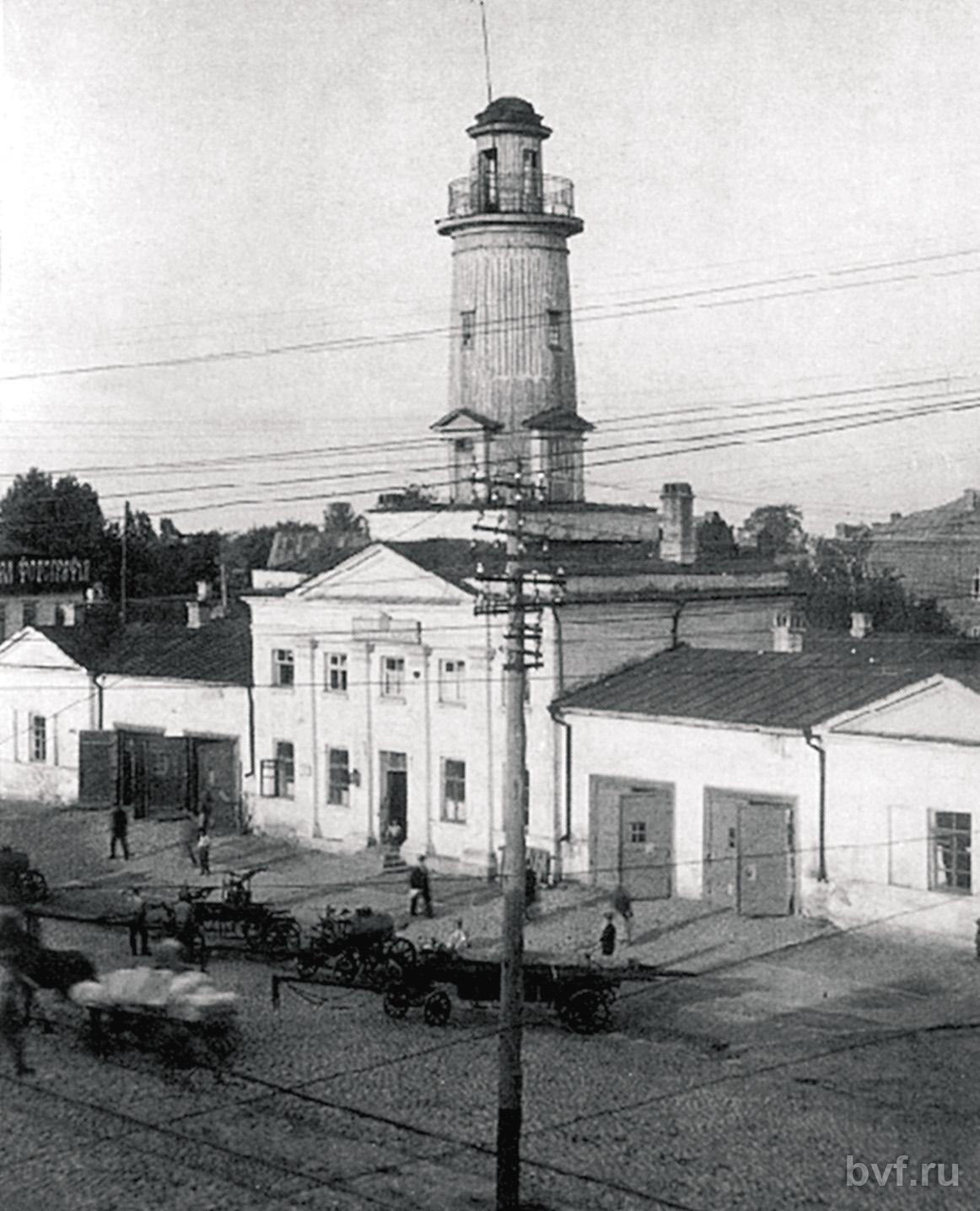
Дворянская полицейская и пожарная часть

На месте Дома связи ранее располагалась Дворянская полицейская и пожарная часть, построенная в 1825 году. Здание части являлось примером позднего классицизма. Комплекс части состоял из главного корпуса с деревянной каланчой и двух флигелей. После обветшания пожарной башни в начале XX века депутаты городской думы предлагали снос части и постройку на его месте здания для просветительских учреждений. Императорская археологическая комиссия и губернская учёная архивная комиссия в свою очередь предлагали сохранить пожарную часть как памятник архитектуры.
В первые пятилетки советской власти была демонтирована каланча, а затем и весь комплекс зданий. Здание Дома связи было построено в 1934 году. Автором проекта стал молодой ленинградский архитектор А. С. Гинцберг.

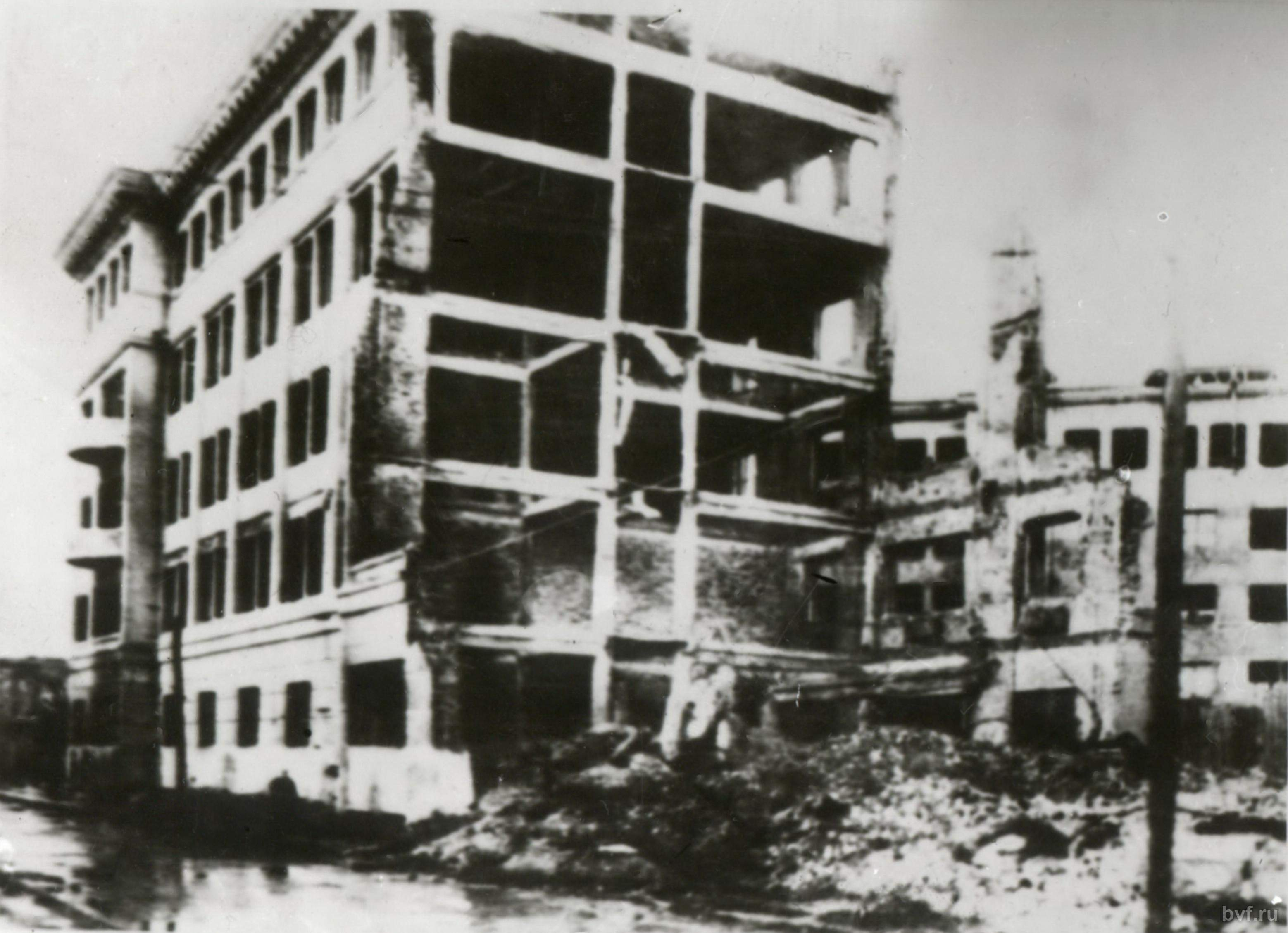
Дом связи после освобождения Воронежа в 1943 году

Во время Великой Отечественной войны здание пострадало от многочисленных обстрелов города. После войны восстановлено по чертежам Гинцберга. После войны помимо связистов в здании разместились офисы «Союзпечати», общества «Знание», областного книгоиздательства; позже эти учреждения покинули здание.
В 1969 году к Дому связи со стороны улицы 25 Октября было пристроено техническое здание. В 1980 году на фасаде здания справа и слева от входа были размещены бетонные горельефы «Почта» и «Космос» скульптора О. П. Толмачёва.
В настоящее время в Доме связи располагается воронежский офис Ростелекома; в пристройке к зданию, помимо Ростелекома, находится кафе-бар BARak O’Mama. Торец пристройки является одной из неформальных достопримечательностей Воронежа, получившей в народе название «Волосатая стена».